# دوفان زاباتا
دوفان إستيبان زاباتا بانغيرا (بالإسبانية: Duván Esteban Zapata Banguera؛ مواليد 1 أبريل 1991) لاعب كرة قدم كولمبي يلعب مهاجمًا لنادي أتالانتا الإيطالي والمنتخب الكولومبي.
سبق له اللعب مع إستوديانتيس دي لا بلاتا في الأرجنتين ومع أمريكا دي كالي في كولومبيا ولعب مع منتخب كولومبيا تحت 21 سنة في 2011.

## روابط خارجية
- دوفان زاباتا على موقع الاتحاد الدولي (مؤرشف)  (الإنجليزية)
- دوفان زاباتا على موقع الاتحاد الأوربي (الإنجليزية)
- دوفان زاباتا على موقع قاعدة بيانات كرة القدم.إي يو (الإنجليزية)
- دوفان زاباتا على موقع ناشيونال فوتبول تيمز (الإنجليزية)
- دوفان زاباتا على موقع Soccerway.com (الإنجليزية)
- دوفان زاباتا على موقع عالم كرة القدم.نت (الإنجليزية)
- دوفان زاباتا على موقع AS.com (الإسبانية)